# へびつかい座デルタ星
へびつかい座δ星（へびつかいざデルタせい、δ Oph / δ Ophiuchi）は、へびつかい座の恒星で3等星。

## 概要
M0.5のスペクトルを持つ赤色巨星。地球からの距離は約171光年、視直径は0.0095秒で、このことから太陽の約58倍の半径を持つと推測されている。
すぐ隣に見えるへびつかい座ε星は地球から約106光年離れているため、両者に物理的な相互作用はなく、単に同じ方向にある見かけの二重星であると考えられる。

## 名称
イェド・プリオル (Yed Prior) という固有名を持つ。イェドは、アラビア語で「手」を、プリオルはラテン語で「前の」を意味する言葉で、ε星とともにへびを掴むへびつかいの左手を表している。2016年10月5日、国際天文学連合の恒星の命名に関するワーキンググループ (Working Group on Star Names, WGSN) は、Yed Prior をδ星の固有名として正式に承認した。